# Jinsei Game 64
Jinsei Game 64 (人生ゲーム64) é um jogo de tabuleiro lançado para Nintendo 64 com base em O Jogo da Vida. Foi lançado apenas no Japão em 1999.